# Campeonato Paranaense de Futebol de 1941
O Campeonato Paranaense de 1941 foi a 27° edição do campeonato estadual, tendo a presença de nove clubes, sete da capital e dois vencedores das ligas de Antonina e Jacarezinho. O campeão foi o Coritiba Foot Ball Club e o vice-campeão o Associação Esportiva Jacarezinho, estreante ao lado do Clube Atlético Antoninense.
O Coritiba fez sua primeira final contra o Atlético, em Paranaenses, na fase da liga Curitibana, e igualou os sete títulos do Britânia Sport Club, o primeiro heptacampeão paranaense.

## Clubes Participantes
| Equipe                           | Cidade      | Região                           | Classificado por                                             | Estádio | Capacidade | Títulos                               | Participações |
| -------------------------------- | ----------- | -------------------------------- | ------------------------------------------------------------ | ------- | ---------- | ------------------------------------- | ------------- |
| Coritiba Foot Ball Club          | Curitiba    | Região Metropolitana de Curitiba | Campeão do Torneio da Liga Curitibana de Futebol de 1941     | --      | --         | 6 (1916, 1927,1931, 1933, 1935, 1939) | 19            |
| Associação Esportiva Jacarezinho | Jacarezinho | Microrregião de Jacarezinho      | Campeão do Torneio da Liga de Futebol de Jacarezinho de 1941 | --      | --         | 0 (não possui)                        | 1             |
| Clube Atlético Antoninense       | Antonina    | Litoral Paranaense               | Campeão do Torneio da Liga de Futebol de Antonina de 1941    | --      | --         | 0 (não possui)                        | 1             |

## Estatísticas
- Artilheiro: Neno (Coritiba FC) com 19 gols.
- Número de jogos realizados: 40
- Número e média de gols marcados: 161 gols, média de 4,02 gols por partida (contando os dois turnos do campeonato e as duas partidas da final)

## Regulamento
De 1929 a 1941, o título máximo do estadual era decidido entre o campeão da capital e os campeões de ligas do interior:
- Primeira Fase: os clubes se enfrentavam nas ligas regionais, os campeões iriam para a fase final.
- Fase Final: os campeões das ligas regionais se enfrentavam para conhecer o campeão estadual.

Assim como no ano anterior, em 1941 as disputas na capital utilizaram a fórmula Fraga.

## Finais
1 de Fevereiro de 1942
A.E. Jacarezinho 2 x 10 Coritiba
8 de Fevereiro de 1942
C.A. Antoninense 1 x 6 Coritiba

## Campeão
| Campeonato Paranaense de 1941     |
| --------------------------------- |
| Coritiba Foot Ball Club 7° Título |